# Juegos Bolivarianos de 2024
Los  Juegos Bolivarianos de 2024, también denominado Juegos Bolivarianos del Bicentenario 2024, fueron la vigésima edición y también una edición especial del evento que se llevó a cabo en la ciudad de Ayacucho, Perú, del 27 de noviembre al 8 de diciembre de 2024, por motivo de la conmemoración del Bicentenario de la Independencia del Perú y de la Batalla de Ayacucho.
Perú culminó campeón de los 20º Juegos Bolivarianos por 4ª vez después de 73 años (Caracas 1951) ganando 49 Medallas de Oro y un total de 114 preseas. En 2º lugar se ubicó Colombia con 44 de Oro y 95 preseas en total.

## Símbolos

### Logotipo
El logotipo de los Juegos Bolivarianos de 2024 consta de un isotipo que representa al obelisco de la Pampa de Ayacucho, escenario donde se libró la Batalla de Ayacucho que consolidó la independencia del continente americano, el isotipo costa de tres trazos:
- Azul: Identifica el cielo de los andes, como también la fuerza de los ríos que no se detienen y que impulsan con ímpetu el camino hacia la victoria.
- Rojo: Representa la sangre derramada por los héroes de la historia que lucharon por la independencia, así como también representa la pasión, la fe y devoción.
- Verde y amarillo: El trazo verde corresponde a la agricultura altoandina, la juventud y la determinación de los atletas. El trazo amarillo perenniza el patrimonio cultural representando la alegría de las danzas y energías de quienes participan.

Bajo la cosmovisión andina muestra la convivencia de la trilogía andina representado en tres mundos que dan orden al cosmos, en la relación sagrada del hombre con la tierra:
- La primera representa al Hanan Pacha, el futuro, el cielo y la conexión con los dioses andinos.
- La segunda refiere al Kay Pacha, el presente, el mundo en que vivimos representando por el rojo que simboliza la sangre que recorre por las venas de todo ser vivo.
- La tercera representa al Uku Pacha, el pasado, el mundo que está en las entrañas de la tierra y el verde de la naturaleza que se sumergen en ella.

### Personaje Oficial de los Juegos Bolivarianos del Bicentenario 2024
En noviembre de 2023, después de recibir más de 300 propuestas, el comité organizador dio a conocer las tres finalistas del concurso de diseño de la mascota. Los diseños definitivos fueron: Danzaq, un personaje que representa a un danzante de tijeras; Señor Wari, inspirado en la antigua civilización del mismo nombre y que se expandió por gran parte de los Andes peruanos; y Wayra, un joven deportista cuya vestimenta toma inspiración de la danza de las tijeras. Después de seis días de votación en línea, el 29 de noviembre, durante un evento celebrado en el Colegio Mariscal Cáceres, se proclamó a Danzaq como el diseño ganador, al obtener un total de 1,534 votos.

### Lema y eslogan
El lema oficial del evento es "Ayacucho somos todos" y "Sigamos haciendo historia".

### Reloj Bolivariano del Bicentenario
En la plaza de armas de Ayacucho se instaló un reloj que realiza la cuenta regresiva para el inicio de los Juegos Bolivarianos del Bicentenario Ayacucho 2024.
El encendido del reloj se realizó a 246 días del evento con la presencia del director ejecutivo del Proyecto Especial Legado, Carlos Zegarra, el alcalde de Huamanga, Juan Carlos Arango y varios deportistas.
El reloj se asemeja al obelisco de la Pampa de Ayacucho con una estructura de tres cuerpos. Mide 4 metros de alto y la base está hecho en planchas de acero, vinilo y vidrio pavonado. Cuenta con contómetros que van a realizar la cuenta regresiva de los días, horas, minutos y segundos.

### Embajadores
Los embajadores de los Juegos Bolivarianos del Bicentenario Ayacucho 2024 que fueron nombrados están el deportista Nieves Ramírez, la cantante Renata Flores, al retablista Silvestre Ataucusi, el director de arte Gustavo Ramírez y el artista Andrés Lares, la para nadadora Dunia Felices, la para tiradora Jorge Arcela, el músico Gianfranco Bustios,la deportista Kiara Arango, el intérprete Manuelcha Prado, el cantante Diosdado Gaitán Castro y el danzante Qori Sisicha.

### Antorcha Bolivariana
La ruta de la antorcha se iniciará  el 22 de noviembre de 2024 bajo el lema El camino que nos une, recorriendo las once provincias del departamento de Ayacucho comenzado por Pausa (Páucar del Sara Sara) y Cora Cora (Parinacochas), luego Puquio (Lucanas) y Querobamba (Sucre) para el 23 de noviembre, Huancapi (Víctor Fajardo) y Sancos (Huanca Sancos) el 24 de noviembre, el 25 será en Cangallo (Cangallo) y Vilcashuamán (Vilcashuamán), San Miguel (La Mar) y Huanta (Huanta) el 26 de noviembre, y en Huamanga culminará el miércoles 27.

### Canción
El 6 de noviembre se presentó la canción oficial Wichaypaq que significa "Para arriba, siempre juntos" creado por Ruby Palomino y Guido Ramírez. Fue interpretado por Dilio Galindo, voz del grupo Antología, Raúl Gómez y Freddie Gómez, integrantes del Dúo Ayacucho, Gianfranco Bustíos, y Fredy Ortiz, voz de Uchpa. La producción musical estuvo a cargo de Jesús “El Viejo” Rodríguez y en el arreglo musical contribuyó “Kayfex”.

## Organización
La organización está a cargo del Comité Organizador de los Juegos Bolivarianos del Bicentenario 2024 conformado por la Presidencia del Consejo de Ministros, Ministerio de Educación, Ministerio de Comercio Exterior y Turismo, Ministerio del Interior, Comité Olímpico Peruano (COP), Gobierno Regional de Ayacucho, Municipalidad Provincial de Huamanga, Instituto Peruano del Deporte (IPD) y el Proyecto Especial Legado.

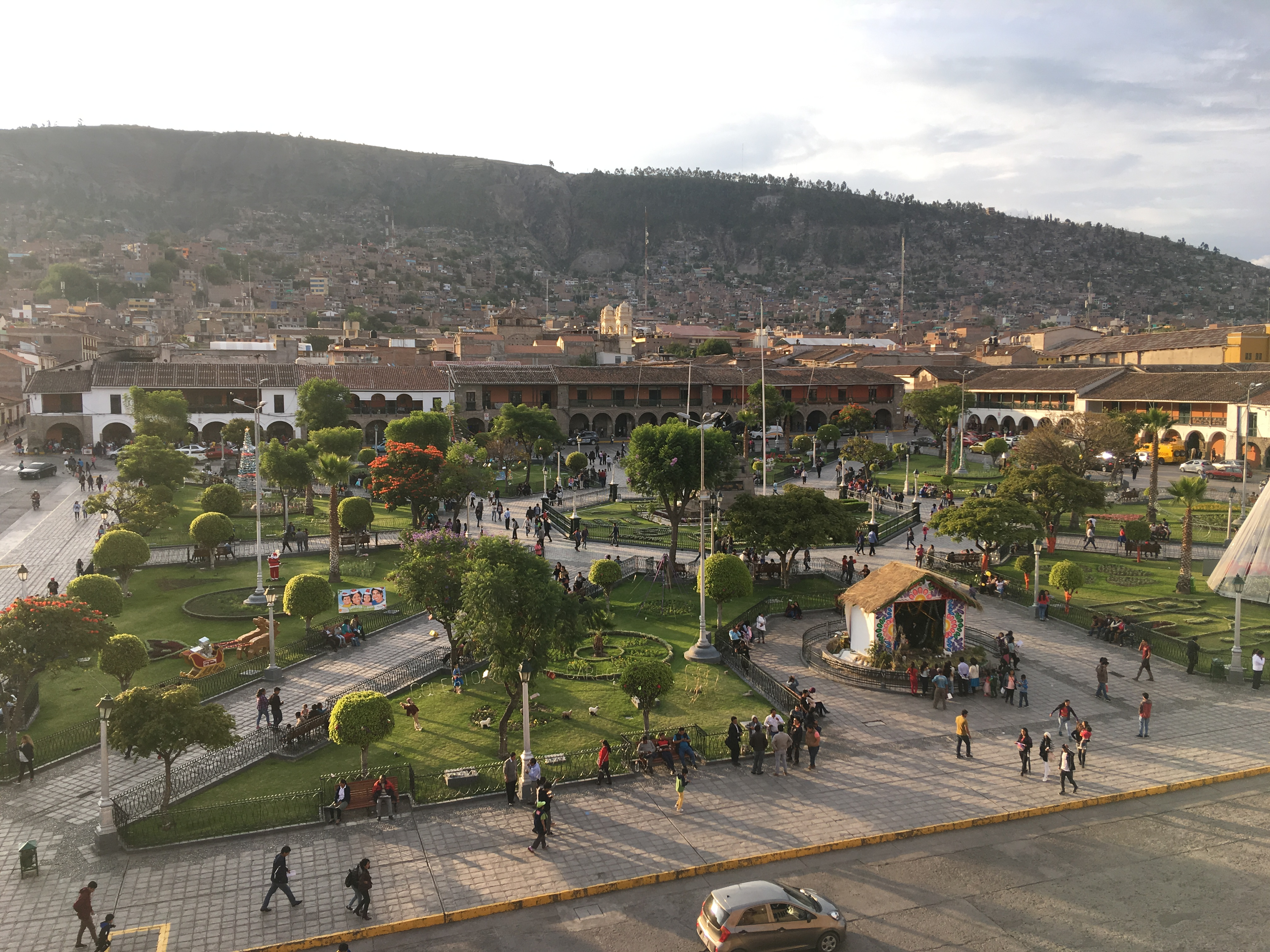
Plaza Mayor de Ayacucho, ciudad sede para los Juegos Bolivarianos de 2024.

El presupuesto para los Bolivarianos está alrededor de 70 millones de soles (18 millones de dólares).

## Sedes e instalaciones deportivas

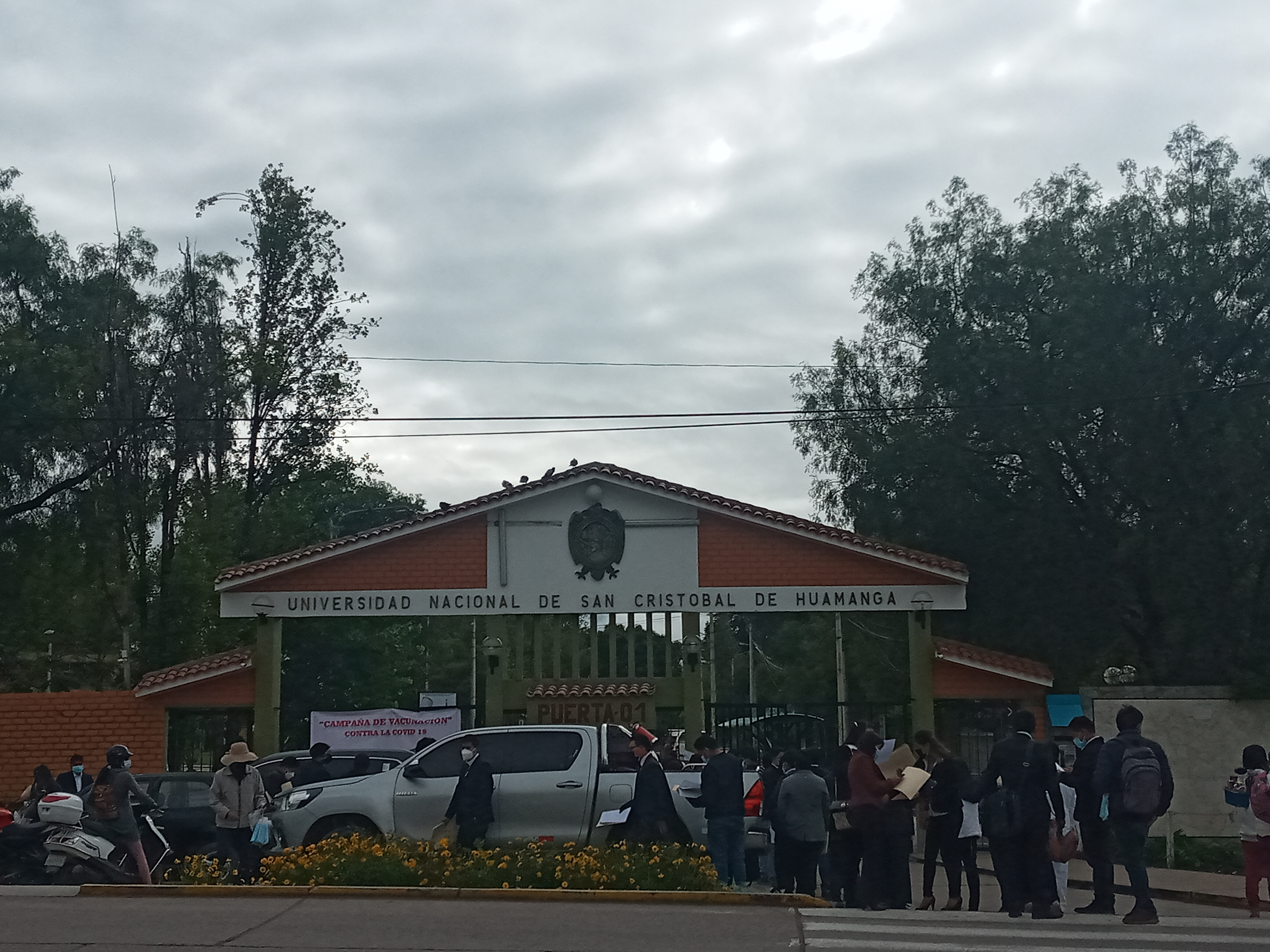
La Universidad Nacional San Cristóbal de Huamanga albergara la Villa Deportiva Bolivariana.

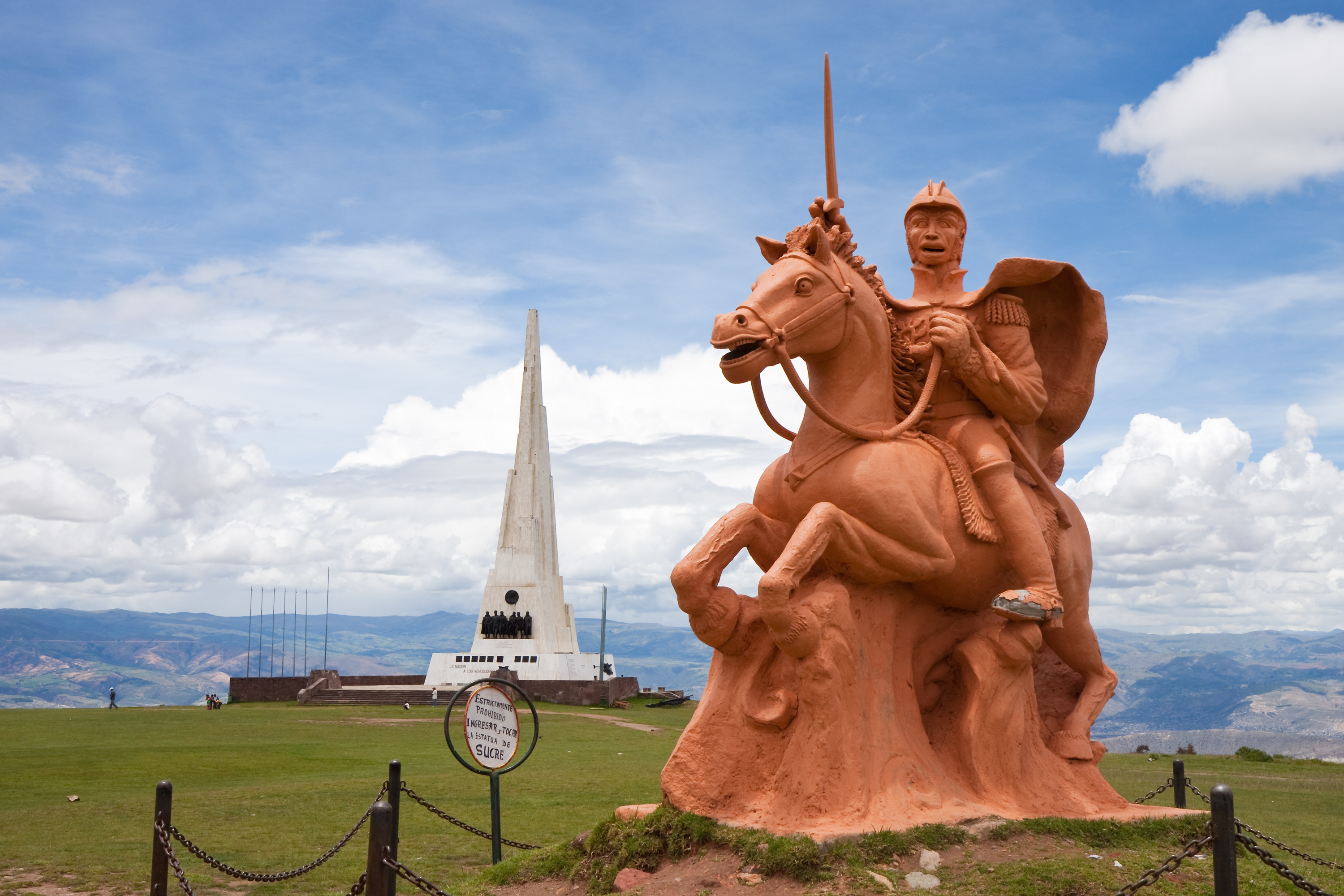
Santuario histórico de Ayacucho.

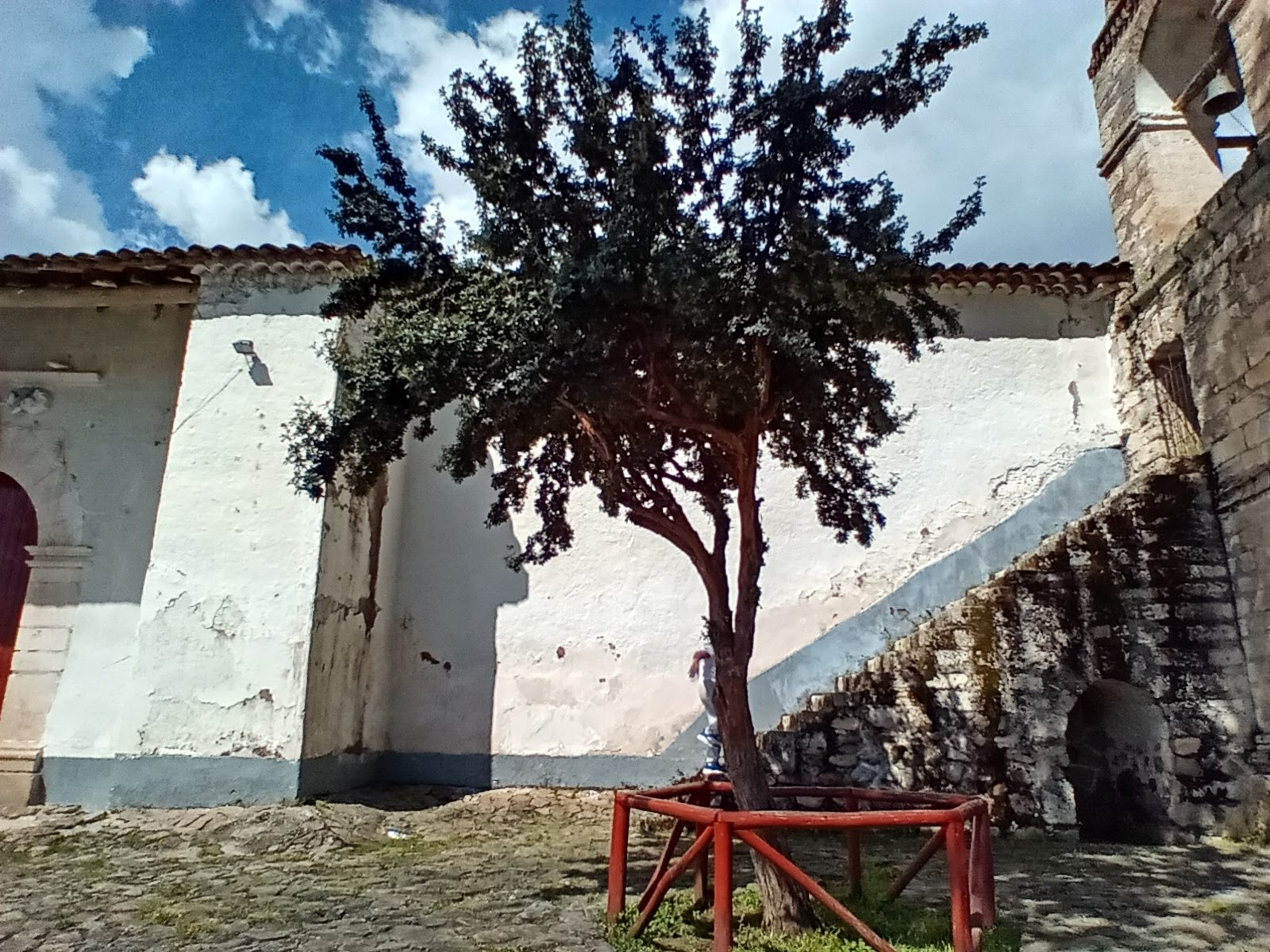
Quinua.

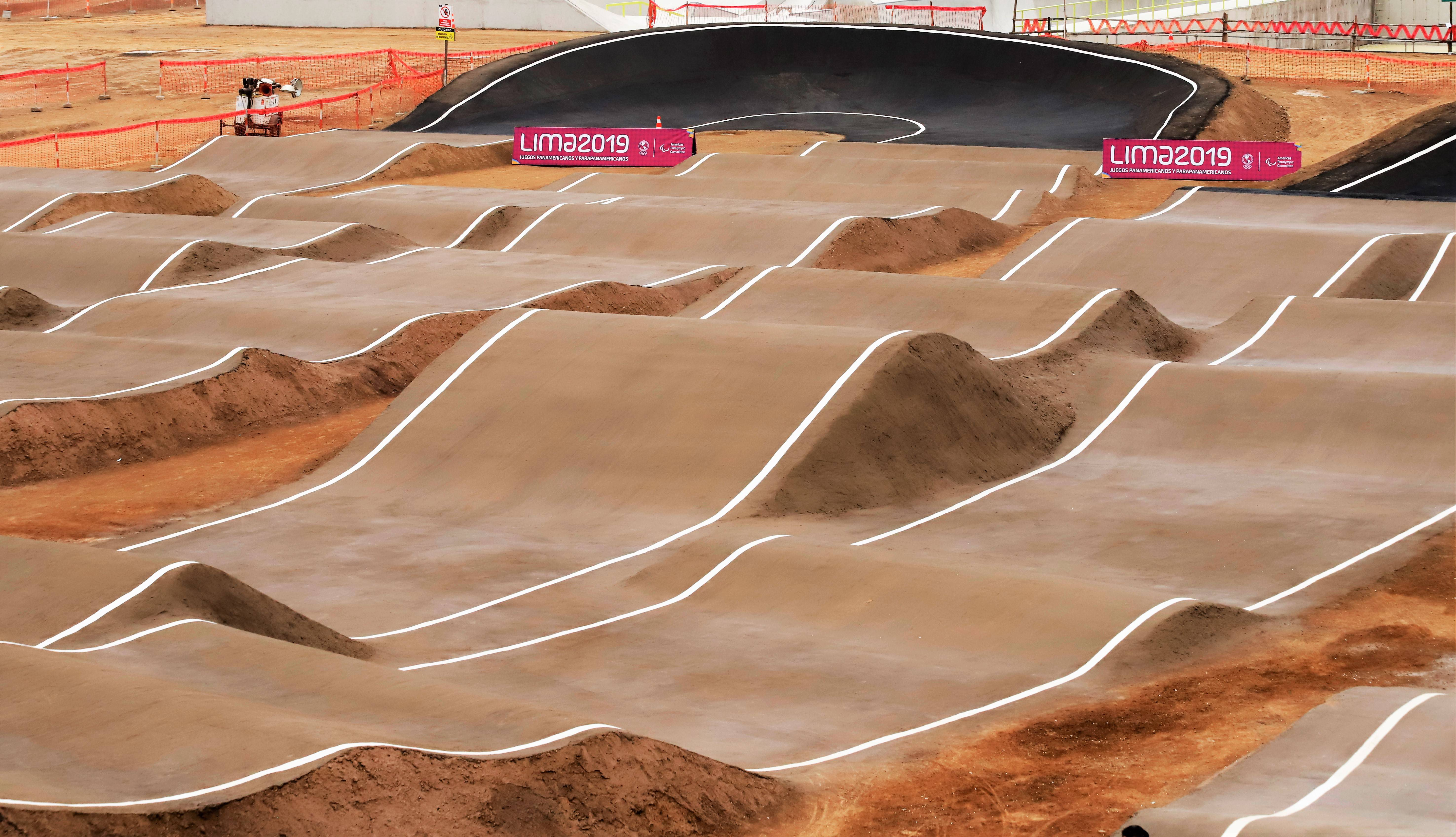
Complejo Panamericano Costa Verde.

Las sedes e instalaciones deportivas serán en el Colegio Mariscal Cáceres, Colegio San Ramón, Colegio Nuestra Señora de las Mercedes, Colegio Guaman Poma de Ayala, Complejo Recreacional Canaán Alto, Pampa de la Quinua, Universidad San Cristóbal de Huamanga, Avenida Andrés Avelino Cáceres, Cerro Campanayoc, Skatepark Ayacucho, Ruta Quinua-Huamanga y Videna.
En mayo se anunció el inicio de los trabajos para la construcción de la Villa Deportiva Bolivariana y el Comedor ubicada en el campus de la Universidad Nacional San Cristóbal de Huamanga. La residencia albergará a las delegaciones que participarán en los Juegos Bolivarianos del Bicentenario Ayacucho 2024. Las instalaciones contará con dos torres de habitaciones que albergarán a 780 huéspedes.
En el Complejo Recreacional Canaán Alto se realizarán obra de modernización contará con mejoras en el techo, batería de baños, así como dos canchas de paleta frontón.

### Ayacucho
- Colegio Mariscal Cáceres (futsal, básquet 3x3, karate, remo ergómetro, taekwondo, wushu)
- Colegio Nuestra Señora de las Mercedes (ajedrez, gimnasia, billar, kickboxing, muay thai)
- Complejo Recreacional Canaán Alto (bochas, frontón)
- Cerro Campanayocc (ciclismo downhill, ciclismo cross country)
- Estadio Las Américas en el distrito de San Juan Bautista (ceremonia de inauguración y clausura)

### Subsedes

#### Quinua
- Ruta Quinua (atletismo)
- Santuario de la Pampa de Ayacucho (Cross Country)

#### Lima
- Polideportivo Videna (E-Sports, levantamiento de pesas, levantamiento de potencia y dominó)
- Villa María del Triunfo (softbol y rugby 7)
- Complejo Panamericano Costa Verde (skateboarding, patinaje de velocidad y ciclismo BMX freestyle)

## Deportes
Los Juegos Bolivarianos - Ayacucho 2024 tendrá 22 deportes y 33 disciplinas. La siguiente lista conforma las disciplinas deportivas que se disputarán durante los juegos.
- Ajedrez
- Atletismo
- Baloncesto 3×3
- Billar
- Bochas
- Ciclismo BMX
- Ciclismo cross country
- Ciclismo down hill
- Dominó
- Esports
- Fútbol sala
- Pelota vasca
- Gimnasia
- Karate
- Kickboxing
- Levantamiento de pesas
- Levantamiento de potencia
- Muay thai
- Patinaje de velocidad
- Remoergómetro
- Rugby 7 (detalles)
- Skateboarding
- Sóftbol
- Taekwondo
- Wushu

## Países participantes
En las justas competirán delegaciones de Bolivia, Colombia, Chile, Ecuador, Panamá, Perú y Venezuela así como El Salvador, Guatemala y República Dominicana como países invitados. Participarán alrededor a unos 1321 atletas.
- Bolivia
- Chile
- Colombia
- Ecuador
- Panamá
- Perú
- Venezuela
- El Salvador *
- Guatemala *
- República Dominicana *

* Países invitados

## Ceremonia de inauguración
La ceremonia de inauguración de los Juegos Bolivarianos del Bicentenario 2024 fue hecha en 29 de noviembre debido a las condiciones climáticas.

## Medallero
- Actualizado el 08 de diciembre de 2024 a las 08:30 p.m. (GMT -5)[17]     País anfitrión

| Núm.  | País                       | Oro | Plata | Bronce | Total |
| ----- | -------------------------- | --- | ----- | ------ | ----- |
| 1     | Perú (PER)                 | 49  | 38    | 27     | 114   |
| 2     | Colombia (COL)             | 44  | 35    | 16     | 95    |
| 3     | Chile (CHI)                | 30  | 23    | 19     | 72    |
| 4     | Venezuela (VEN)            | 16  | 30    | 30     | 76    |
| 5     | Ecuador (ECU)              | 9   | 11    | 31     | 51    |
| 6     | Bolivia (BOL)              | 4   | 6     | 19     | 29    |
| 7     | Guatemala (GUA)            | 3   | 11    | 18     | 32    |
| 8     | República Dominicana (DOM) | 2   | 2     | 7      | 11    |
| 9     | El Salvador (ESA)          | 2   | 2     | 4      | 8     |
| 10    | Panamá (PAN)               | 0   | 1     | 6      | 7     |
| TOTAL | TOTAL                      | 159 | 159   | 177    | 495   |

## Transmisión
- VTR 200, TVN, Canal 13, CDO
- TV Perú, ATV (Perú)
- Señal Colombia
- TVES
- RPC TV Telemetro TVN
- Ecuavisa
- RTVD 4
- Bolivia TV
- Canal 7, Canal 11, Canal 13